# Mansonia septempunctata
Mansonia septempunctata är en tvåvingeart som beskrevs av Theobald 1905. Mansonia septempunctata ingår i släktet Mansonia och familjen stickmyggor. Inga underarter finns listade i Catalogue of Life.